# Libro dei Giganti
Il Libro dei Giganti è un testo apocrifo rinvenuto tra i manoscritti di Qumran (1Q23–4; 2Q26; 4Q203; 530–33; 6Q8).

## Origine e storia del testo

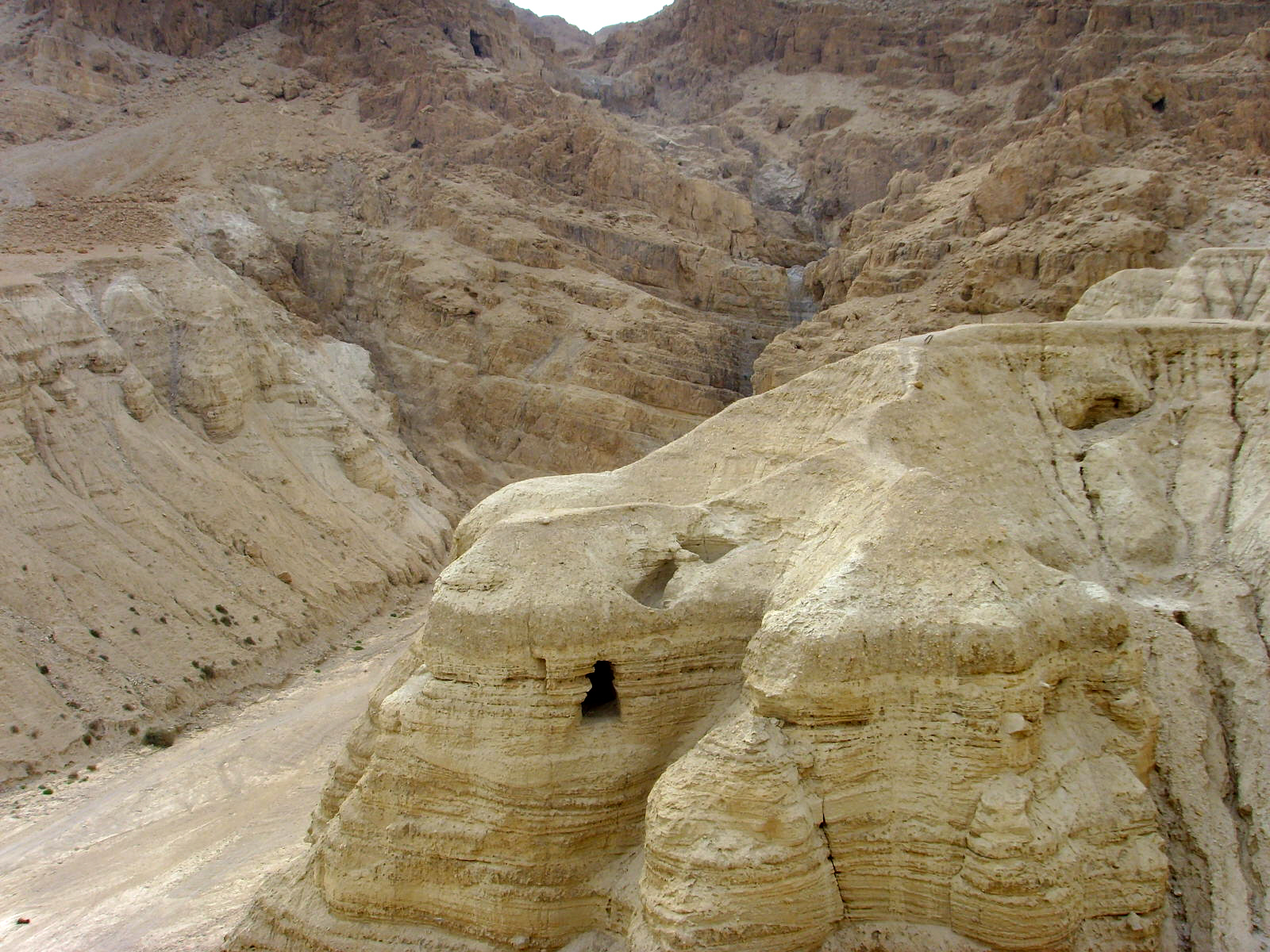
La località del ritrovamento, nella Cisgiordania, sulla sponda del Uadi di Qumran.

Józef Milik ha ipotizzato che il Libro dei Giganti fosse originariamente il secondo libro del Libro o Pentateuco di Enoch, un testo apocrifo dell'Antico Testamento, adottato come testo canonico solo dalla Chiesa ortodossa etiope e da quella eritrea.
Secondo lo studioso polacco, il testo era originariamente inserito tra il Libro dei Vigilanti e gli altri tre libri del Pentateuco di Enoch, ovvero il Libro dell'Astronomia, il Libro dei Sogni e la Lettera di Enoch. Il testo sarebbe stato poi espunto nei primi secoli del Cristianesimo da un anonimo curatore, e sostituito dal Libro delle Parabole.
Il motivo dell'espunzione è, secondo il Milik, da ricercarsi nel contenuto del testo, che presenta gli angeli caduti come penitenti, il che contrasta nettamente con la dottrina del Libro dei Vigilanti, secondo la quale per loro non c'è alcuna possibilità di salvezza. Il testo sarebbe quindi stato sostituito con il Libro delle parabole, uno scritto sempre facente parte del corpus relativo al patriarca biblico, ma con un'impostazione messianica, dunque più adatta alla teologia cristiana o essenica, di interesse dell'anonimo curatore.
A sostegno di questa ipotesi, lo studioso polacco evidenzia che il Libro delle Parabole è scritto con uno stile diverso e più tardo rispetto agli altri quattro testi, ed inoltre, a differenza degli altri libri contenuti nel Pentateuco di Enoch, di esso non c'è traccia nei manoscritti di Qumran, dove invece sono stati rinvenuti frammenti sia del Libro dei Vigilanti che del Libro dei Giganti, che ne è la continuazione cronologica, anche se non teologica.
Sull'ipotesi del Milik non c'è però ad oggi un consenso unanime tra gli studiosi.

## Contenuto del testo

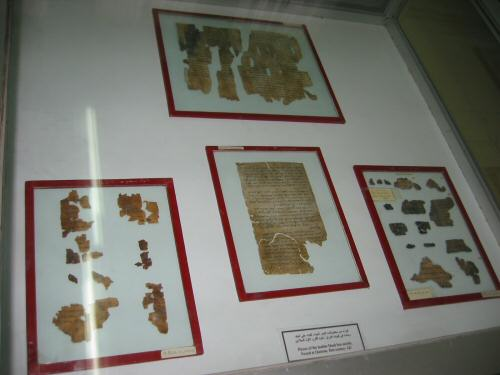
Frammenti dei Manoscritti del Mar Morto in mostra al Museo archeologico di Amman

I frammenti papiracei rinvenuti a Qumran, scritti in aramaico, sono molto corrotti e di difficile ricostruzione.
Inoltre, essi riportano probabilmente solo una parte modesta del testo originario.
Tuttavia, il contesto è molto chiaro: si parla dei figli, simili a cavallette giganti, degli angeli vigilanti che, per loro scelta, e sotto la guida del loro capo Semeyaza, sono scesi dal cielo, rinunciando volontariamente alla loro condizione angelica in aperta disobbedienza a Dio, per unirsi alle donne terrestri ed insegnare agli uomini la lavorazione dei metalli ed altri mestieri.
Nel testo che ci è pervenuto, si parla della nascita dei Giganti e delle loro violenze e sopraffazioni, e successivamente delle visioni premonitrici che alcuni di essi hanno in sogno.
La prima visione è di Mahway, il figlio dell'angelo vigilante Barachele, che sogna di una tavoletta con una lista di nomi che viene immersa nell'acqua e, una volta estratta, risulta del tutto cancellata, tranne che per tre soli nomi.
Mahway racconta il sogno agli altri Giganti, che ne discutono insieme e ne comprendono il significato: arriverà un diluvio universale che ucciderà tutti, tranne Noè e i suoi tre figli Sem, Cam e Jafet.
Tra gli interlocutori della discussione, oltre a Mahway, troviamo Ohya e Hahya, i figli di Semeyaza, e, sorprendentemente, anche Gilgamesh, il mitico re sumero di Uruk, in un interessante intreccio tra la cultura ebraica e quella mesopotamica, unico nella letteratura antica.
Secondo alcuni studiosi, alcuni frammenti del testo indicherebbero il nome di Ḫumbaba, che, nella cultura religiosa mesopotamica, era una delle creature create dal capo degli udug (ombre nere ,con origine infera, diverse dagli dei mesopotamici e capaci di entrare nei corpi degli uomini) e viene visto anche come guardiano divino della Foresta dei cedri.
Nel seguito del testo, anche Ohya ha una visione: sogna che da un albero vengono tagliate tutte le radici tranne tre: un altro evidente riferimento all'imminente diluvio universale ed alle sue terribili conseguenze.
Altri Giganti, tra cui probabilmente Hahya, sono poi turbati da altre visioni, per noi purtroppo incomprensibili data la frammentarietà del testo, e decidono dunque di inviare Mahway fino in cielo, per chiedere consiglio ed intercessione presso il patriarca Enoch.
Mahway, dopo un lunghissimo viaggio attraverso deserti e luoghi desolati, raggiunge il patriarca e gli espone il quesito, dopodiché torna indietro in attesa di un responso.
Poco dopo, Enoch invia ai Giganti una tavoletta di risposta, contenente un messaggio di condanna per la disobbedienza a Dio e per le violenze perpetrate, ma con una nota finale di speranza, e l'invito per tutti, Giganti e Vigilanti, a pregare.

## Il Bereshit Rabbati

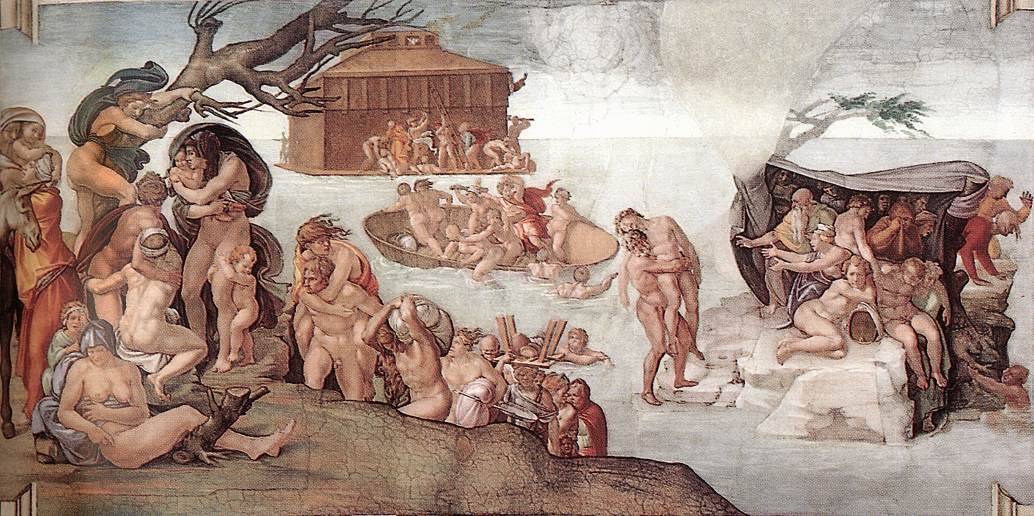
Michelangelo, il Diluvio Universale, dalla volta della Cappella Sistina

Il Libro dei Giganti, scoperto assieme agli altri manoscritti di Qumran nel 1947, non costituì però una completa sorpresa per gli studiosi di letteratura ebraica.
La storia degli angeli caduti, oltre ad essere citata brevemente dal noto versetto della Genesi, era stata approfondita dal Bereshit Rabbati, un Midrash, ovvero un commento esegetico alla Genesi (in ebraico בראשית bereshìt, "in principio"), composto nell'XI secolo.
Nel Bereshit Rabbati, si parla di Semeyaza e dei suoi due figli Hiyya (o Hiya) e Hayya (o Hiwa), ovvero gli Oyha ed Hahya del Libro dei Giganti.
Nel Midrash, si raccontano i sogni dei due fratelli: quello di Hiyya coincide esattamente con la visione di Oyha del Libro dei Giganti, mentre quello di Hayya, che nel testo del Qumran purtroppo non ci è pervenuto a causa della frammentazione del papiro, viene raccontato per esteso.
Hayya sogna che su una montagna c'è scritta una lunga lista di nomi, ma improvvisamente arriva un angelo che, con un coltello (o, secondo altri, con un pettine), cancella tutti i nomi tranne tre, altra evidente allusione ai tre figli di Noè.
Nel Bereshit Rabbati, i due fratelli si recano dunque dal padre Semeyaza e gli raccontano i sogni. Semeyaza spiega loro che Dio manderà il diluvio universale per punirli dei loro misfatti, e quindi, molto paternalmente, cerca di consolare le loro lacrime di disperazione, sottolineando che i loro nomi verranno ricordati per l'eternità, perché ogni volta che un uomo avesse in futuro sollevato una pietra, avrebbe gridato i loro nomi, che evidentemente ricordavano le esclamazioni di fatica proferite durante i lavori manuali.
Nel Midrash non si parla però di Mahway e del suo incontro con Enoch, né tantomeno di Gilgamesh e Humbaba. Tuttavia è interessante notare che il racconto dei sogni dei due figli di Semeyaza, rimasto sepolto nelle grotte di Qumran per duemila anni, era però noto, attraverso una successiva o parallela tradizione ora perduta, ad un midrashista dell'XI secolo.